# Saudi-arabische Fußballnationalmannschaft (U-17-Junioren)
Die saudi-arabische U-17-Fußballnationalmannschaft ist eine Auswahlmannschaft saudi-arabischer Fußballspieler. Sie unterliegt der Saudi Arabian Football Federation und repräsentiert sie international auf U-17-Ebene, etwa in Freundschaftsspielen gegen die Auswahlmannschaften anderer nationaler Verbände, bei U-16-Asienmeisterschaft und U-17-Weltmeisterschaften.
Die Mannschaft wurde 1989 Weltmeister sowie 1985 und 1988 Asienmeister.
Nachdem sie 1985 erst im Viertelfinale gegen Brasilien ausgeschieden war, kam sie 1987 nicht über die Vorrunde hinaus. 1989 gewann sie das Finale im Elfmeterschießen gegen Gastgeber Schottland und wurde somit Weltmeister. Seit dem Titel konnte sich die Mannschaft nicht mehr für eine WM qualifizieren.
Bei der ersten Asienmeisterschaft gelang es den Saudi-arabern, durch einen 2:0-Finalsieg gegen Katar Asienmeister zu werden. 1986 verlor sie im Halbfinale gegen den späteren Asienmeister Südkorea, gewann jedoch das Spiel um Platz drei gegen Nordkorea. 1988 besiegte sie Bahrain im Finale der Asienmeisterschaft mit 2:0. 1992 erreichte die Mannschaft im eigenen Land letztmals das Halbfinale der Asienmeisterschaft. Nachdem sie dieses gegen den späteren Turniersieger China verloren hatte, konnte sie sich im Spiel um Platz drei erneut gegen Nordkorea durchsetzen.

## Teilnahme an U-17-Weltmeisterschaften
(Bis 1989 U-16-Weltmeisterschaft)
| 1985 | Viertelfinale      |
| 1987 | Vorrunde           |
| 1989 | Weltmeister        |
| 1991 | nicht qualifiziert |
| 1993 | nicht qualifiziert |
| 1995 | nicht qualifiziert |
| 1997 | nicht qualifiziert |
| 1999 | nicht qualifiziert |
| 2001 | nicht qualifiziert |
| 2003 | nicht qualifiziert |
| 2005 | nicht qualifiziert |
| 2007 | nicht qualifiziert |
| 2009 | nicht qualifiziert |
| 2011 | nicht qualifiziert |
| 2013 | nicht qualifiziert |
| 2015 | nicht qualifiziert |
| 2017 | nicht qualifiziert |
| 2019 | nicht qualifiziert |
| 2023 | nicht qualifiziert |

## Teilnahme an U-16-Asienmeisterschaft
| U-16-Asienmeisterschaft  | U-17-Asienmeisterschaft  |
| ------------------------ | ------------------------ |
| 1985: Asienmeister       |                          |
| 1986: 3. Platz           |                          |
| 1988: Asienmeister       |                          |
| 1990: nicht qualifiziert |                          |
|                          | 1992: 3. Platz           |
|                          | 1994: Vorrunde           |
|                          | 1996: nicht qualifiziert |
|                          | 1998: nicht qualifiziert |
|                          | 2000: nicht qualifiziert |
|                          | 2002: nicht qualifiziert |
|                          | 2004: nicht qualifiziert |
|                          | 2006: Viertelfinale      |
| 2008: Viertelfinale      |                          |
| 2010: nicht qualifiziert |                          |
| 2012: Vorrunde           |                          |
| 2014: Vorrunde           |                          |
| 2016: Vorrunde           |                          |
| 2018: nicht qualifiziert |                          |
|                          | 2023: Viertelfinale      |